# Ahora te puedes marchar
«Ahora te puedes marchar» es una versión en español de la canción de 1964 I Only Wanna Be with You de Dusty Springfield, aunque difiere en la letra, interpretada por el cantante mexicano Luis Miguel en 1987 para su quinto álbum de estudio Soy como quiero ser.

## Popularidad
La canción original en inglés fue escrita por Mike Hawker e Ivor Raymonde.
Una primera adaptación al español fue hecha en 1960s con el título "Ahora te puedes marchar", la cual era una traducción libre de la versión francesa "À present tu peux t'en aller" (Ahora te puedes ir) que popularizaron en su momento el cantante franco-egipcio Richard Anthony y el grupo malgache Les Surfs. Una letra diferente, pero con el mismo título y que guarda enormes conexiones con la anterior, fue elaborada para Luis Miguel por el español Luis Gómez-Escolar. 
La canción fue lanzada oficialmente en verano del 1987 como primer sencillo del álbum, también recibió una nominación al Grammy a mejor sencillo en español, fue grabado bajo el sello de WEA producido por Juan Carlos Calderón. Se convirtió en un gran éxito principalmente entre el público juvenil, alcanzando el número uno en los Billboard Hot Latin Tracks durante tres semanas no consecutivas durante 1987. En ese momento Luis Miguel se convirtió en el cantante más joven en tener un Top Hit en los Billboard Hot Latin Tracks con tan solo 17 años. En el 2005 Luis Miguel incluyó el tema en su álbum Grandes éxitos, finalmente el tema quedó en el lugar número 28 de los Billboard Hot Latin Tracks.
Hasta la actualidad el tema sigue vigente en el gusto del público, consolidándose como uno de los mayores éxitos de la carrera de Luis Miguel.

## Video musical
Se grabaron dos videos musicales. Al primero le grabaron con Angélica Rivera, mientras que al segundo le grabaron bailando en un puente. El segundo fue incluido en Grandes Éxitos Videos.

## Lista versión Luis Miguel

### Lista Semanal
| Listas (1987)                   | Máxima posición |
| ------------------------------- | --------------- |
| España PROMUSICAE               | 1               |
| U.S. Billboard Hot Latin Tracks | 1               |

#### Lista Anual
| Lista (1987)                    | Máxima posición |
| ------------------------------- | --------------- |
| U.S. Billboard Hot Latin Tracks | 11              |

| Lista (1987)                    | Máxima posición |
| ------------------------------- | --------------- |
| U.S. Billboard Hot Latin Tracks | 28              |

### Sucesión en las listas
| Predecesor: Lo mejor de tu vida de Julio Iglesias | U.S. Billboard Hot Latin Tracks — Sencillo N°. 1 (Primera vuelta) 22 de agosto de 1987 - 28 de agosto de 1987         | Sucesor: Lo mejor de tu vida de Julio Iglesias      |
| Predecesor: Lo mejor de tu vida de Julio Iglesias | U.S. Billboard Hot Latin Tracks — Sencillo N°. 1 (Segunda vuelta) 12 de septiembre de 1987 - 18 de septiembre de 1987 | Sucesor: La bamba de Los Lobos                      |
| Predecesor: La bamba de Los Lobos                 | U.S. Billboard Hot Latin Tracks — Sencillo N°. 1 (Tercera vuelta) 7 de noviembre de 1987 - 13 de noviembre de 1987    | Sucesor: Qué no se rompa la noche de Julio Iglesias |

## Otras versiones
Una versión en portugués del álbum Soy como quiero ser fue lanzada en 1988 para Brasil donde «Ahora Te Puedes Marchar» fue traducida e interpretada por Luis Miguel como «Agora você pode ir».
La banda de K-pop surcoreana Super Junior grabó una versión de Ahora Te Puedes Marchar para su álbum One More Time - Special Mini Album publicado en el 2018.
En 2019 V&R Editoras publicó el libro Ahora te puedes marchar... O no escrito por Leo Piccioli, con un jingle basado en la canción. El libro es sobre liderazgo y carrera profesional.